# تپه کوره (۱)
تپه کوره (۱) مربوط به دوره نوسنگی - مس وسنگ است و در شهرستان دورود، بخش سیلاخور، دهستان چالانچولان، ۱/۳ کیلومتری شمال شرقی روستای قلعه بهاءالدین واقع شده و این اثر در تاریخ ۱۳ آبان ۱۳۸۶ با شمارهٔ ثبت ۱۹۸۲۶ به‌عنوان یکی از آثار ملی ایران به ثبت رسیده است.